# 异燕麦
异燕麦（学名：Helictochloa hookeri）为禾本科异燕麦属下的一个种。